# بيت الملكة
بيت الملكة هو سكن ملكي سابق تم بناؤه بين عامي 1616 و 1635 في غرينتش، على بعد أميال قليلة من أسفل النهر من مدينة لندن آنذاك وأصبح الآن منطقة لندن. كان المهندس المعماري إنيغو جونز، الذي كان بمثابة عمولة مبكرة مهمة، لآن الدنمارك، ملكة الملك جيمس الأول. يعد بيت الملكة أحد أهم المباني في تاريخ العمارة البريطانية، حيث يعد أول مبنى كلاسيكي بوعي تم تشييده في البلاد. كانت هذه أول مهمة رئيسية لجونز بعد عودته من جولته الكبرى في الفترة من 1613 إلى 1615 للعمارة الرومانية وعصر النهضة والبلاديان في إيطاليا.

## التاريخ المبكر

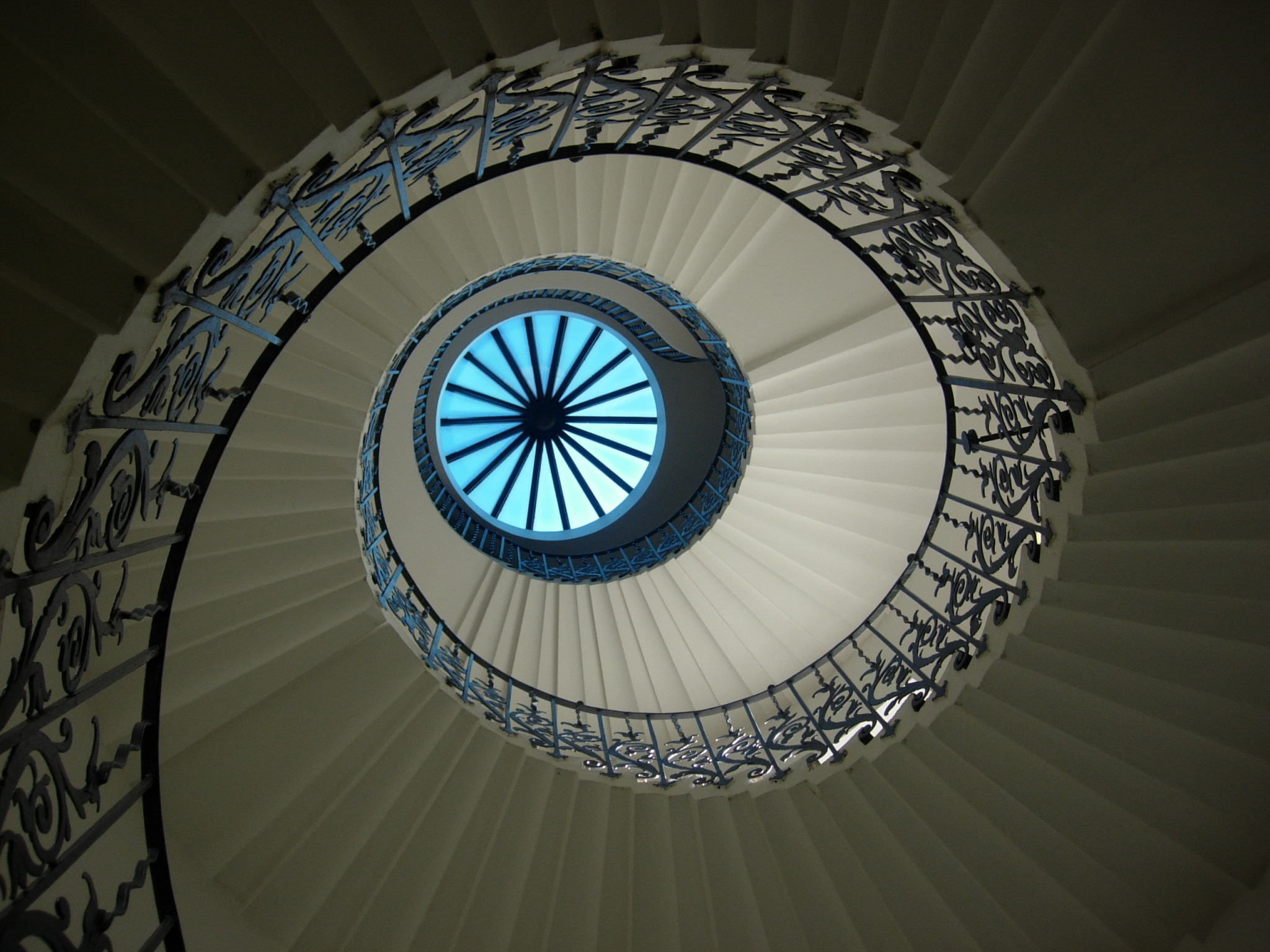
سلم التوليب والفانوس. أول سلالم حلزونية غير مدعومة مركزيًا تم إنشاؤها في إنجلترا. يتم دعم السلالم بواسطة ناتئ من الجدران مع وضع كل مداس على واحد أدناه.

يقع بيت الملكة في غرينتش، لندن. تم بناؤه كملحق لقصر تيودور في غرينتش، المعروف سابقًا، قبل إعادة تطويره من قبل هنري السابع  باسم قصر بلاسينتيا، والذي كان عبارة عن مبنى من الطوب الأحمر متجول بشكل رئيسي بأسلوب عام. كان من الممكن أن يقدم هذا تباينًا دراماتيكيًا في المظهر مع المنزل الأحدث المطلي باللون الأبيض، على الرغم من أن الأخير كان أصغر بكثير وهو نسخة حديثة حقًا من تقليد أقدم من "منازل الحدائق'' الخاصة، وليس مبنى عام، وواحد يستخدمه فقط الدائرة الداخلية المميزة للملكة.

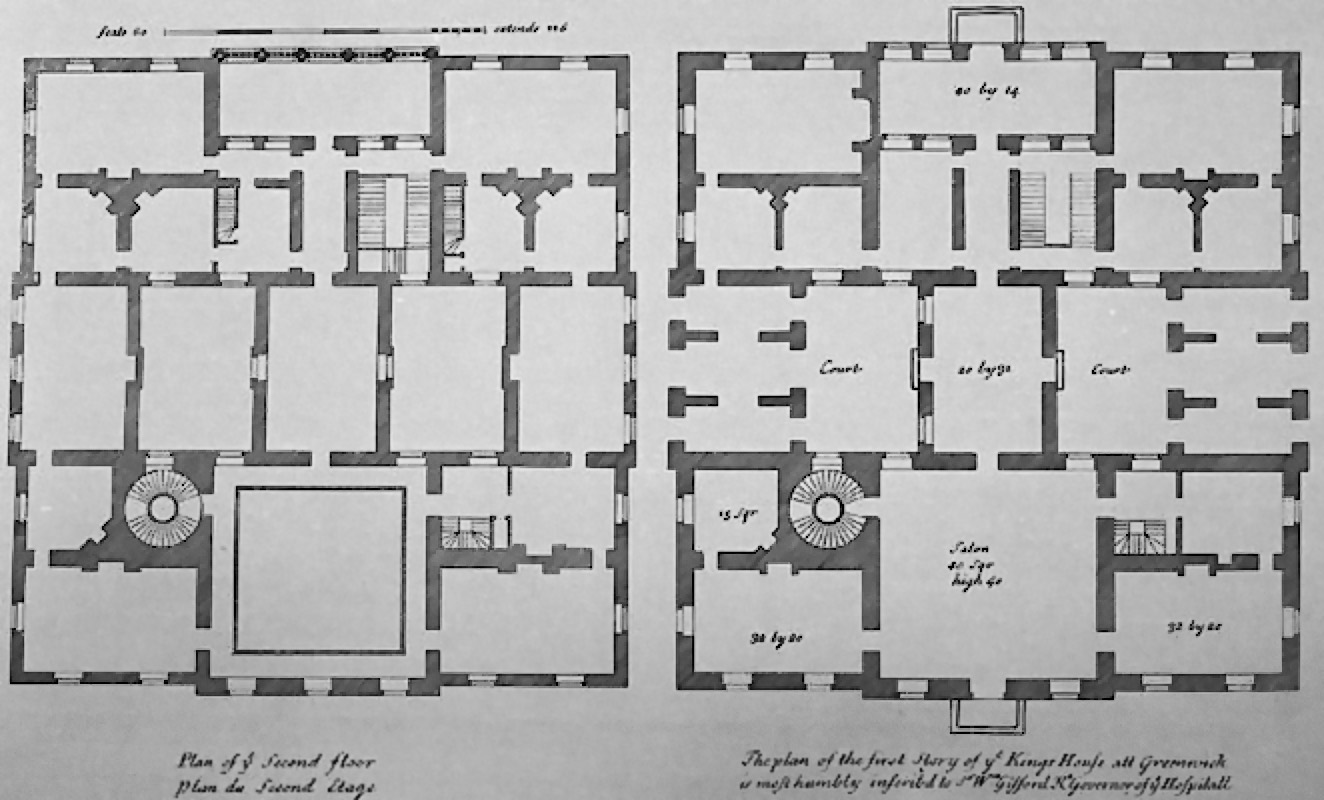
خطط بيت الملكة. الصالون هو 40 قدم مكعب (12.2 م).

## بناء مستشفى غرينتش

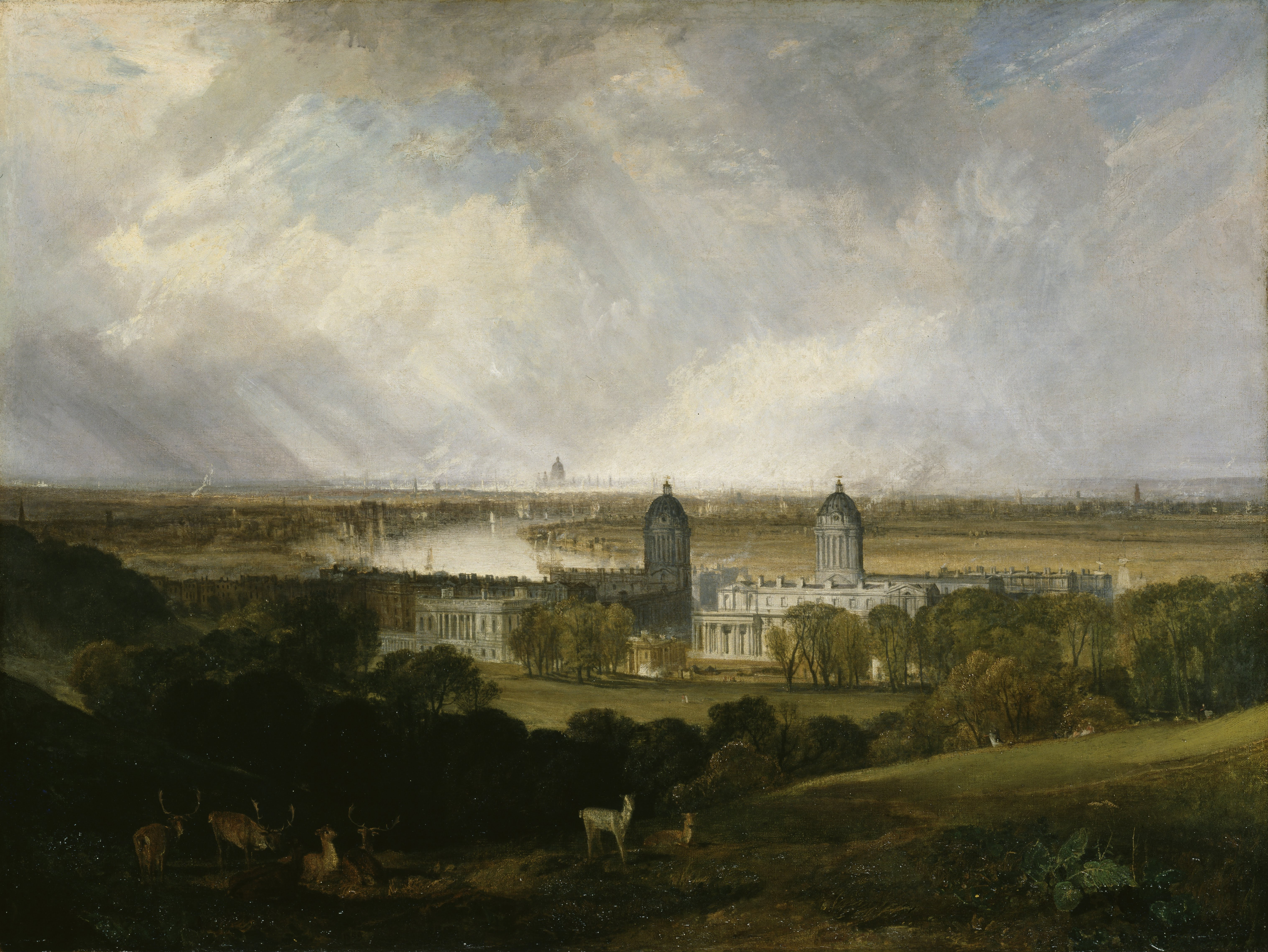
بيت الملكة ومستشفى غرينتش في لوحة لندن من منتزه غرينتش، في عام 1809 ، بواسطة ويليام تورنر

على الرغم من بقاء المنزل كمبنى رسمي - تم استخدامه لجنرالات الكومنولث في البحر ريتشارد دين (1653) وروبرت بليك (1657) - تم هدم القصر الرئيسي تدريجيًا من ستينيات القرن السادس عشر إلى تسعينيات القرن التاسع عشر واستبداله. من قبل المستشفى الملكي للبحارة، بناؤه في الفترة من 1696 إلى 1751 وفقًا للخطة الرئيسية للسير كريستوفر رن. هذه تسمى الآن الكلية البحرية الملكية القديمة، بعد استخدامها لاحقًا من 1873 إلى 1998. وضع المنزل، وأمر الملكة ماري الثانية بالاحتفاظ بمنظره على النهر (الذي تم اكتسابه فقط عند هدم القصر القديم)، تملي تصميم مستشفى رن بزوجين متطابقين من "المحاكم" مفصولة بنظرة كبيرة " بالضبط عرض المنزل (115 قدم). أصبحت خطة رين الأولى، التي كانت تحجب الرؤية عن نهر التايمز، معروفة في التاريخ باسم "كريستوفر رن". يمكن تشبيهه بهرم آي إم بي في متحف اللوفر، والذي يحجب الرؤية المركزية أيضًا. تشكل المجموعة بأكملها في غرينتش مشهدًا معماريًا مثيرًا للإعجاب يمتد من نهر التايمز إلى غرينتش بارك، وهي واحدة من السمات الرئيسية التي دفعت اليونسكو في عام 1997 إلى تسجيل "ماريتيم غرينتش" كموقع للتراث العالمي.

## إضافات القرن التاسع عشر
من عام 1806 كان المنزل نفسه مركزًا لما أصبح، من عام 1892، مدرسة المستشفى الملكية لأبناء البحارة. استلزم هذا أجنحة إقامة جديدة، وأضيف زوجًا مجاورًا إلى الشرق والغرب وتم توصيله بالمنزل عن طريق الأعمدة من عام 1807 (صممه المهندس المعماري دانيال آشر ألكسندر في لندن)، مع مزيد من الامتدادات المتبقية حتى عام 1876. في عام 1933 انتقلت المدرسة إلى هولبروك، سوفولك. تم تحويل مبانيها في غرينتش، بما في ذلك المنزل، وترميمها لتصبح المتحف البحري الوطني الجديد (NMM)، الذي تم إنشاؤه بموجب قانون صادر عن البرلمان في عام 1934 وافتتح في عام 1937.

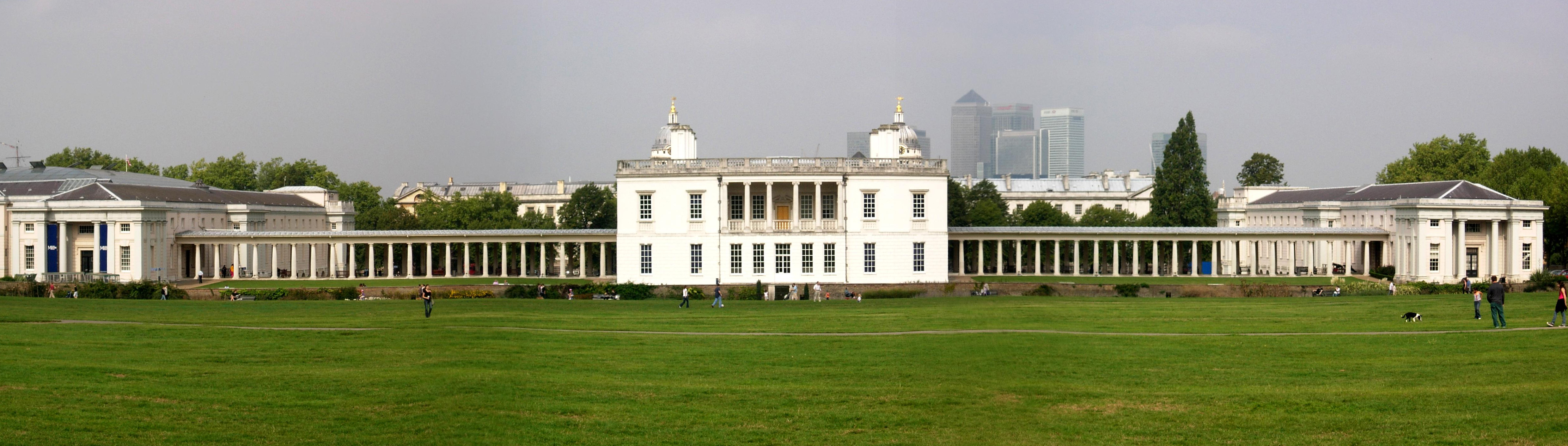
يُنظر إلى منزل الملكة من أسفل تل المرصد ، ويُظهر المنزل الأصلي (1635) والأجنحة الإضافية المرتبطة بأعمدة (1807)

## سنوات أخيرة

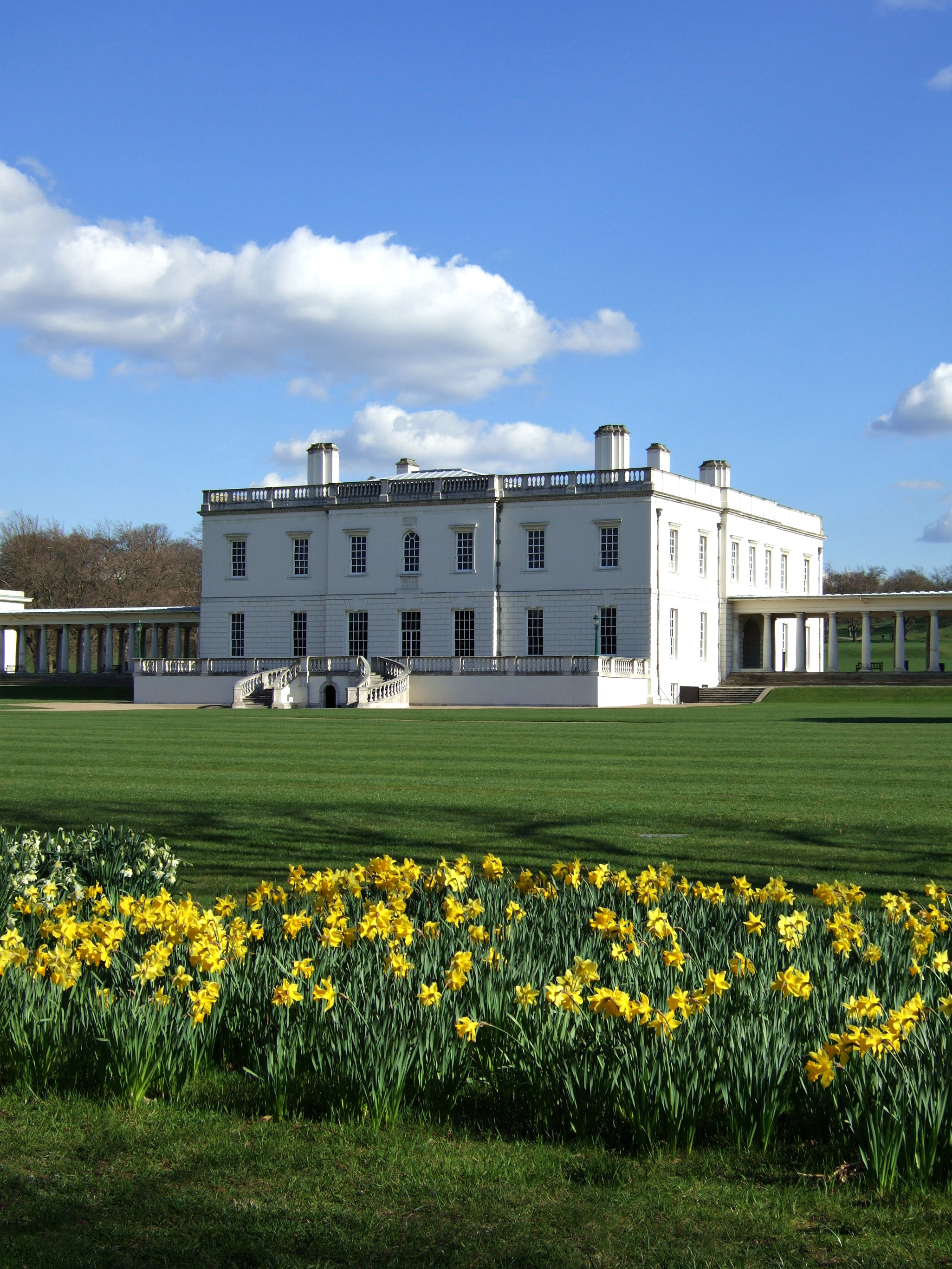
بيت الملكة ، غرينتش

خضع المنزل للترميم لمدة 14 شهرًا بدءًا من عام 2015، وأعيد افتتاحه في 11 أكتوبر/ تشرين الأول 2016. كانت إحدى السمات المثيرة للجدل هي السقف الجديد في القاعة الرئيسية الذي أنشأه الفنان ريتشارد رايت، الحائز على جائزة تيرنر. تم ترميم المنزل سابقًا بين عامي 1986 و 1999 ، مع إدخالات معاصرة أدت إلى تحديث المبنى.

## وصلات خارجية
- صور Flickr الموسومة Queen's House Greenwich

- المتاحف الملكية غرينتش: Queen's House